# Ярыгино (Вологодский район)
Ярыгино — деревня в Вологодском районе Вологодской области на реке Пудежка.
Входит в состав Семёнковского сельского поселения, с точки зрения административно-территориального деления — в Семёнковский сельсовет.
Расстояние по автодороге до районного центра Вологды — 9 км, до центра муниципального образования Семёнково — 1 км. Ближайшие населённые пункты — Пудега, Алексино, Барачево, Кожевниково, Красново, Семёнково, Никитино, Труфаново.
По переписи 2002 года население — 22 человека (12 мужчин, 10 женщин). Всё население — русские.
Среди уроженцев — Герой Советского Союза Михаил Власов.